# Dél-Korea az 1972. évi téli olimpiai játékokon
Dél-Korea a japán Szapporóban megrendezett 1972. évi téli olimpiai játékok egyik részt vevő nemzete volt. Az országot az olimpián 2 sportágban 5 sportoló képviselte, akik érmet nem szereztek.

## Gyorskorcsolya
Férfi
| Versenyző      | Versenyszám | Eredmény | Helyezés |
| -------------- | ----------- | -------- | -------- |
| Csong Cshunggu | 500 m       | 41,42    | 22.      |
| Csong Cshunggu | 1500 m      | 2:17,36  | 35.      |

Női
| Versenyző    | Versenyszám | Eredmény | Helyezés |
| ------------ | ----------- | -------- | -------- |
| Cshö Csunghi | 500 m       | 46,74    | 22.      |
| Cshö Csunghi | 1000 m      | 1:37,57  | 31.      |
| Cshö Csunghi | 1500 m      | 2:29,79  | 22.      |
| Cson Szonok  | 1000 m      | 1:36,24  | 25.      |
| Cson Szonok  | 1500 m      | 2:32,06  | 28.      |
| Cson Szonok  | 3000 m      | 5:24,27  | 19.      |
| I Gjonghi    | 500 m       | 47,45    | 26.      |
| I Gjonghi    | 1000 m      | 1:36,50  | 26.      |

## Műkorcsolya
| Versenyző      | Versenyszám | Kötelező elemek   | Kötelező elemek | Kűr               | Kűr   | Összesítés                     | Összesítés                     | Összesítés                     | Összesítés                     | Összesítés                     | Összesítés                     | Összesítés                     | Összesítés                     | Összesítés                     | Összesítés        | Összesítés        | Összesítés  | Összesítés | Összesítés |
| Versenyző      | Versenyszám | Kötelező elemek   | Kötelező elemek | Kűr               | Kűr   | Helyezési pontszámok bírónként | Helyezési pontszámok bírónként | Helyezési pontszámok bírónként | Helyezési pontszámok bírónként | Helyezési pontszámok bírónként | Helyezési pontszámok bírónként | Helyezési pontszámok bírónként | Helyezési pontszámok bírónként | Helyezési pontszámok bírónként | Több. hely. száma | Több. hely. össz. | Hely. össz. | Pont       | Helyezés   |
| Versenyző      | Versenyszám | Több. hely. száma | Hely.           | Több. hely. száma | Hely. | 1                              | 2                              | 3                              | 4                              | 5                              | 6                              | 7                              | 8                              | 9                              | Több. hely. száma | Több. hely. össz. | Hely. össz. | Pont       | Helyezés   |
| -------------- | ----------- | ----------------- | --------------- | ----------------- | ----- | ------------------------------ | ------------------------------ | ------------------------------ | ------------------------------ | ------------------------------ | ------------------------------ | ------------------------------ | ------------------------------ | ------------------------------ | ----------------- | ----------------- | ----------- | ---------- | ---------- |
| Csang Mjongszu | Női egyéni  | 6×18+             | 18.             | 9×19+             | 19.   | 19,0                           | 19,0                           | 19,0                           | 19,0                           | 19,0                           | 19,0                           | 19,0                           | 19,0                           | 19,0                           | 9×19+             | 171,0             | 171,0       | 2117,0     | 19.        |